# أحمد عبد القادر (مغني)
أحمد عبد القادر مغني وملحن مصري، ولد في 1916 بمحافظة الشرقية، بدأ الغناء وعمره 8 سنوات في حلقات «الذكر» مع والده، وعندما بلغ سن 12 من عمره كان يغني بعض الألحان لأم كلثوم، والموسيقار محمد عبد الوهاب.
حصل علي دبلوم المعهد العالي للموسيقى عام 1939. من أغانيه التي غناها: ( وحوي يا وحوي - يا ناري من كتر جفاك - طلع القمر والطير غني- يا فجر والنبي تستني- أنست يا رمضان- أهلًا- ما ينطفيش نورك ...وغيرها) وغني من ألحان زكريا أحمد (نبين زين- يا عرقسوس شفا وخمير).

## وفاته
توفي يوم 21 يوليو 1984.